# Evaniella alticola
Evaniella alticola är en stekelart som först beskrevs av Jean-Jacques Kieffer 1910.  Evaniella alticola ingår i släktet Evaniella och familjen hungersteklar. Inga underarter finns listade i Catalogue of Life.